# بول أدلستين
بول ادلستين (بالإنجليزية: Paul Adelstein)‏ (مواليد 29 أبريل 1969) هو ممثل أمريكي بدأ نشاطه الفني سنة 1990، اشتهر بدور بول كيليرمان في المسلسل التلفزيوني بريزون بريك.

## أعماله

### الأفلام
- مسحور (2000)
- جانبية (2004)
- مذكرات فتاة الغيشا (2005)

### مسلسلات
- غريز أناتومي (2007)
- فضيحة (2013 - حتى الآن)
- القانون والنظام: الوحدة الخاصة للضحايا (2015، حلقة واحدة)
- تشانس (2016)
- بريزون بريك (2017)
- بروكلين ناين-ناين (2017)

## روابط خارجية
- بول أدلستين على موقع IMDb (الإنجليزية)
- بول أدلستين على موقع قاعدة بيانات الأفلام العربية
- بول أدلستين على موقع ألو سيني (الفرنسية)
- بول أدلستين على موقع أول موفي (الإنجليزية)
- بول أدلستين على موقع قاعدة بيانات الأفلام السويدية (السويدية)
- بول أدلستين على موقع إن إن دي بي (الإنجليزية)
- بول أدلستين على موقع قاعدة بيانات الفيلم (الإنجليزية)
- بول أدلستين على موقع كينوبويسك (الروسية)